# Mesosemia quadralineata
Mesosemia quadralineata is een vlindersoort uit de familie van de prachtvlinders (Riodinidae), onderfamilie Riodininae.
Mesosemia quadralineata werd in 2004 beschreven door Hall, J & Harvey.